# Otto Effertz

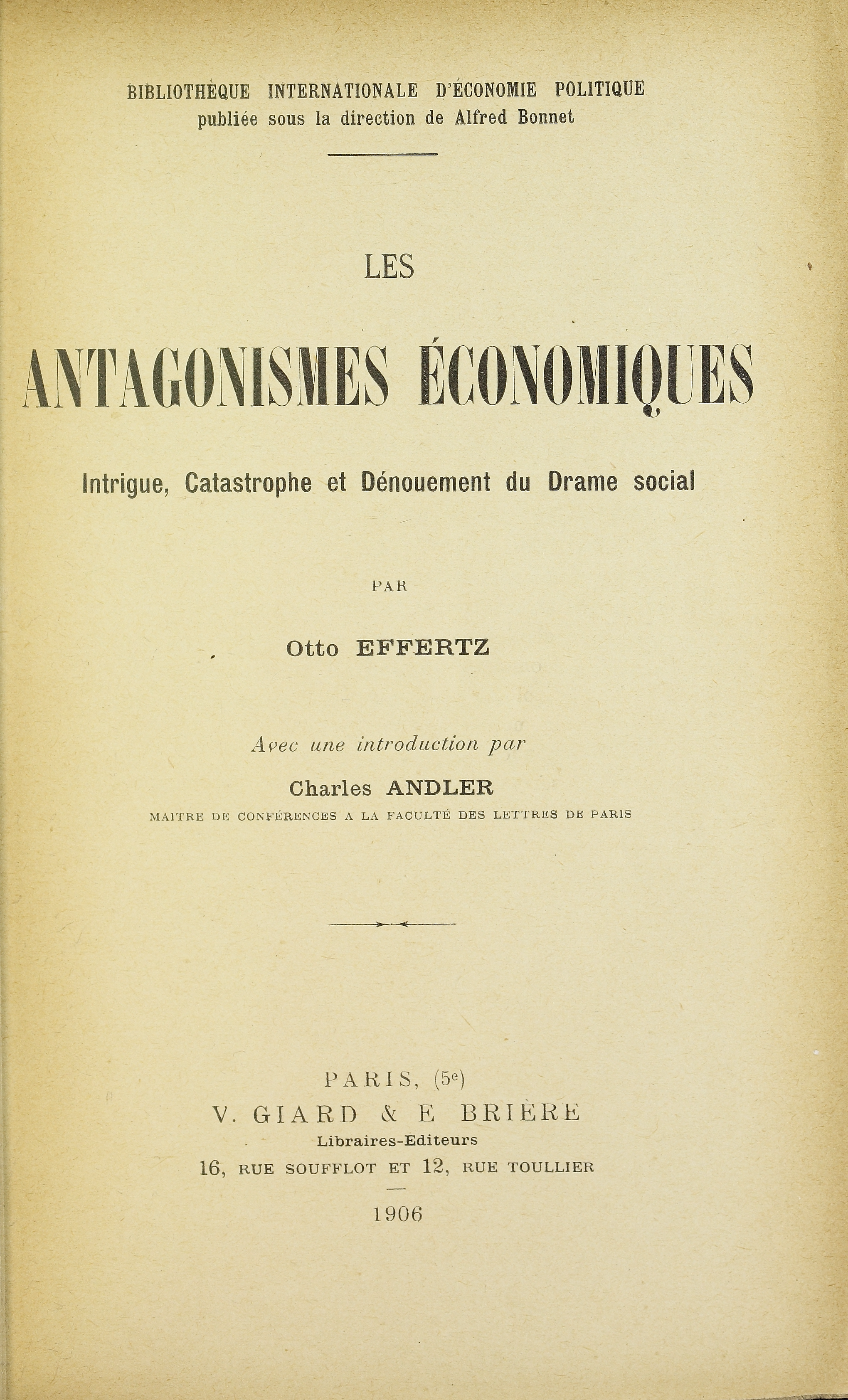
Les Antagonismes économiques, 1906

Otto Effertz (6 gennaio 1856 – Düsseldorf, 18 novembre 1921) è stato un economista tedesco.

## Biografia
Nato nel 1856 da padre tedesco e madre olandese, conseguì la laurea in medicina, ma in seguito si dedicò agli studi di economia, ma senza conseguire titoli accademici in Germania.
Si trasferì in Francia, dove pubblicò numerose delle sue opere. Trasferitosi in Messico, studiò matematica, tornando in Germania nel 1912. Fu nuovamente in Francia nel 1913, dove tenne alcune lezioni grazie all'appoggio di Charles Gide, Adolphe Landry e della Revue socialiste.
Fatto prigioniero agli inizi della prima guerra mondiale dai francesi, rimase internato fino alla fine del conflitto. Trascorse a Düsseldorf i suoi ultimi anni, morendo nel 1921.
Elaborò una propria formulazione del socialismo, nella quale egli vuole si tenga conto che i beni non ritraggono il loro valore soltanto dal lavoro ma anche dalla terra.

## Opere
- Travail et terre. Nouveau système d'économie politique, 1893.
- Studien uber Hysterie, Hypnotismus, Suggestion, 1894.
- Arbeit und Boden. System der politischen Oekonomie, 1889-1891.
- A criticism of Darwinism, 1894.
- L'immunite hereditaire. Etude de patologie compare de generations et de races en stile lapidaire, 1904?
- Les conflits sociaux ou travail et terre. Nouveau systeme d'economie politique, 1905.
- Les antagonismes économiques. Intrigue, catastrophe et dénouement du drame social, Bibliothèque internationale d'économie politique, Paris, Giard & Brière, 1906.
- Le principe ponophysiocratique et son application a la question sociale. Lecon d'ouverture faite a la Faculte de droit de l'Universite de Paris, 1913.